# Evens
Els evens o eveny (també coneguts com a lamuts que vol dir «poble de l'oceà» en iacut) (Эвены en rus) són un poble de Sibèria i de l'Extrem Orient Rus. Viuen a algunes regions de les províncies de Magadan i Kamtxatka i parts septentrionals de Sakhà a l'est del riu Lena. Segons el cens rus (2002) hi havia 19.071 evens a Rússia. Parlen la seva pròpia llengua, l'even, del grup manxú-tungús. Els evens són propers als evenkis tant per orígens com per cultura. Oficialment, són considerats membres de l'Església Ortodoxa Russa des del segle xix, però conserven moltes creences precristianes, com el xamanisme. Viuen de la ramaderia dels rens, de la cacera, la pesca i el comerç de pells d'animals. També hi ha 104 evens a Ucraïna, 19 dels quals parlen eveni (cens del 2001).
Es creu que els seus avantpassats emigraren des del llac Baikal a les costes orientals de Sibèria, on s'especialitzaren en la cacera i el comerç de pells. Vivien en tendes còniques de pells semblants a les dels evenkis i d'alguns amerindis nord-americans. L'arribada dels russos (després soviètics) va trasbalsar el seu mode de vida, ja que els obligaren a abandonar el seu sistema de vida tradicional i participar en l'economia col·lectivitzada.